# Roiișce, Cernihiv
Roiișce (în ucraineană Роїще) este o comună în raionul Cernihiv, regiunea Cernihiv, Ucraina, formată numai din satul de reședință.

## Demografie
Componența lingvistică a comunei Roiișce
     Ucraineană (98,15%)
     Rusă (1,85%)
Conform recensământului din 2001, majoritatea populației comunei Roiișce era vorbitoare de ucraineană (98,15%), existând în minoritate și vorbitori de rusă (1,85%).